# Província del Rin
La Província del Rin (Rheinprovinz), també anomenada Renània prussiana (Rheinpreußen), va ser una província del Regne de Prússia i de l'Estat Lliure de Prússia de 1822 a 1946. La capital va ser Coblença.
La província limitava al nord amb els Països Baixos, a l'est amb les províncies prussianes de Westfàlia i Hessen-Nassau, i el Gran ducat de Hessen, al sud-est pel Palatinat (un districte del Regne de Baviera) al sud i al sud-oest per la Lorena, i a l'oest amb Luxemburg, Bèlgica i els Països Baixos.
El petit districte de Wetzlar, un exclavament entre entre el Gran ducat de Hessen i Hessen-Nassau, era part de la província del Rin. El principat de Birkenfeld, d'altra banda, era un enclavament del Gran Ducat d'Oldenburg, un altre estat de l'Imperi alemany.

## Història
La província va ser creada a partir de les províncies del Baix Rin i Jülich-Clèveris-Berg. La Província de Hohenzollern estava associada militarment amb el president de la província del Rin.
Després de l'armistici de 1918, les forces aliades van ocupar la Renània més enllà del Rin. Sota els termes del Tractat de Versalles de 1919, es va continuar l'ocupació i es va crear la Alta Comissió de Relacions Interiors del Rin per supervisar assumptes. El tractat va especificar tres zones d'ocupació, que havien de ser evacuades per les tropes aliades cinc, deu i finalment quinze anys després de la ratificació formal del tractat, que va tenir lloc el 1920, per la qual cosa l'ocupació es va durar fins al 1935. De fet, les últimes tropes aliades van deixar Alemanya en una reacció de bona voluntat a la política de reconciliació amb la República de Weimar a l'era de Gustav Stresemann i el Tractat de Locarno.
Al 1920, el Sarre va ser separat del Rin i administrat per la Societat de Nacions fins al 1935, quan la regió va tornar a Alemanya.
Les seccions de Renània, que havien sigut del Ducat de Limburg, van ser annexades per Bèlgica d'acord amb el Tractat de Versalles. Els cantons d'Eupen, Malmedy i Sankt-Vith, alemanys en llengua i cultura, es van convertir en els cantons de l'est de Bèlgica (vegeu Comunitat Germanòfona de Bèlgica).
Durant l'ocupació dels aliats (1919-1930), França va encoratjar la creació d'una República Renana independent, demostrant així el seu sentiment anti-prussià. Finalment, els separatistes no van obtenir cap suport entre la població.
El Tractat de Versalles especificava la desmilitarització de tota l'àrea, per proporcionar un amortiment entre Alemanya d'una banda i França, Bèlgica i Luxemburg (i, en menor mesura, els Països Baixos), d'altra banda, el que significa que no hi hauria forces alemanyes quan les forces aliades s'haguessin retirat.
En les últimes eleccions federals alemanyes organitzades al març de 1933, dos dels quatre districtes parlamentaris de la Província del Rin van ser els únics districtes a Alemanya on el Partit Nazi no va guanyar la majoria de vots.
Violació del Tractat de Versalles i l'esperit del Pacte de Locarno, l'Alemanya nazi va remilitaritzar el Rin el dissabte 7 de març de 1936. L'ocupació es va fer amb una petita força militar i no es va fer cap esforç aturar-ho, tot i que els francesos tenien una força més gran a prop. França no va poder actuar a causa de la inestabilitat política en aquell moment i, com que la remilitarització es va produir durant un cap de setmana, el govern britànic no va poder esbrinar ni discutir fins al dilluns següent. A conseqüència d'això, els governs es van inclinar a veure la remilitarització com un fet consumat.
Adolf Hitler es va arriscar quan va enviar les seves tropes a la Renània. Els va dir que "tornessin i resistissin". Els francesos, tanmateix, no van intentar detenir-los perquè estaven celebrant eleccions i el president no volia iniciar una guerra amb Alemanya.
Al 1946, després de la Segona Guerra Mundial, la província del Rin es va dividir entre els estats alemanys de nova creació de Rin del Nord-Westfàlia i Renània-Palatinat. El districte de Wetzlar va passar a formar part de Hessen.

## Divisió administrativa

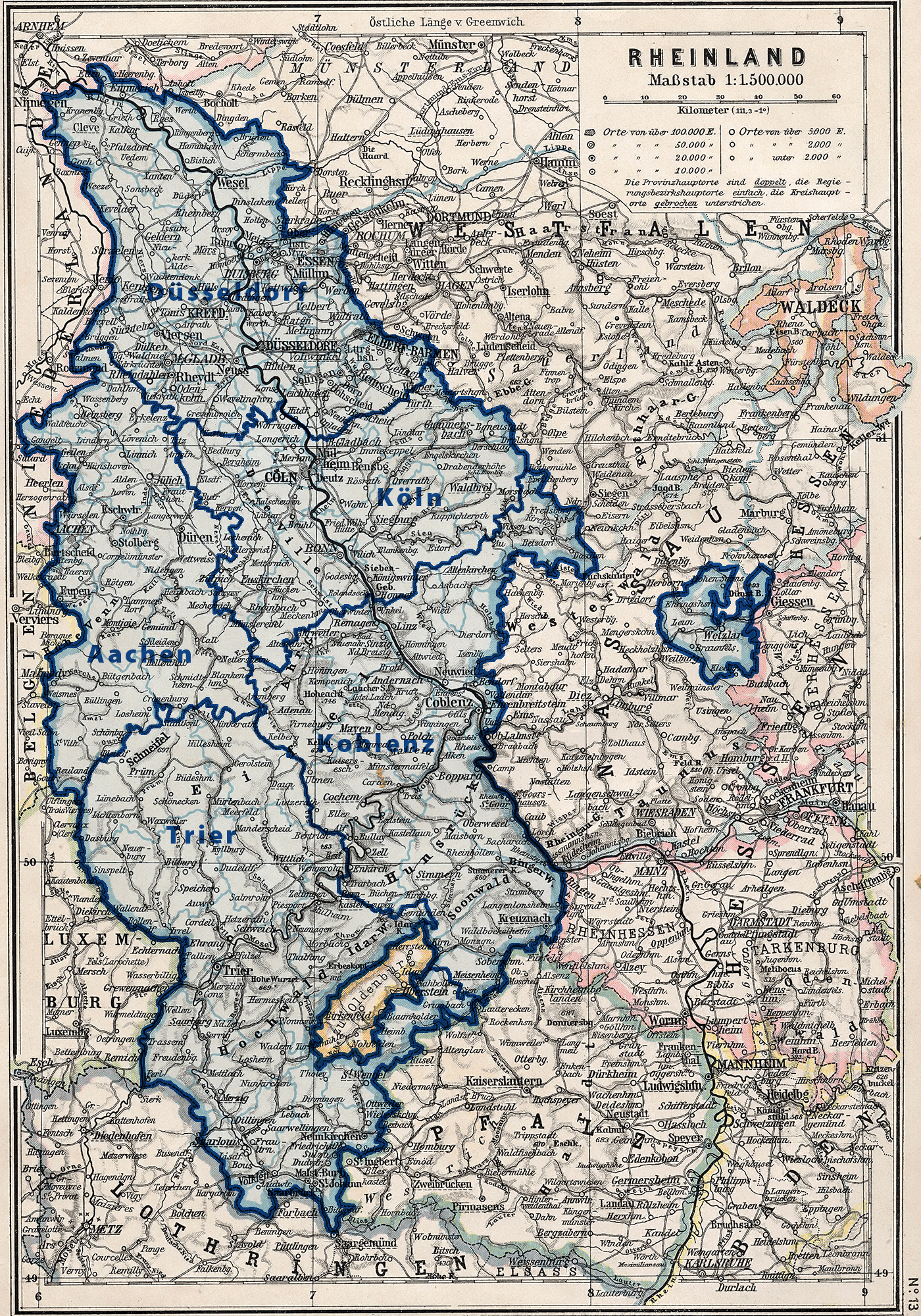
Regierungsbezirke de la província al 1905

La província es dividia en cinc Regions administratives (Regierungsbezirke): Coblença, Düsseldorf, Colònia, Aquisgrà i Trèveris. Coblença era la capital oficial, encara que Colònia era la ciutat més gran i important. Sent una província fronterera, la província estava fortament custodiada amb diferents fortaleses com la d'Ehrenbreitstein.
Regierungsbezirk Aachen
- Districtes urbans (Stadtkreise)

1. Aquisgrà

- Districtes rurals (Landkreise)

1. Districte d'Aquisgrà
2. Districte de Düren
3. Districte d'Erkelenz
4. Districte d'Eupen
5. Districte de Geilenkirchen (fins al 1933)
6. Districte de Geilenkirchen-Heinsberg (des de 1933)
7. Districte de Heinsberg (fins al 1933)
8. Districte de Jülich
9. Districte de Malmedy
10. Districte de Monschau
11. Districte de Schleiden

Regierungsbezirk Düsseldorf
- Districtes urbans (Stadtkreise)

1. Barmen (des de 1861 fins a 1929, després districte de Barmen-Elberfeld, que al 1930 passà a anomenar-se Wuppertal)
2. Barmen-Elberfeld (de 1929 a 1930, posteriorment anomenada Wuppertal)
3. Duisburg (des de 1874 fins a 1929, després anomenada Duisburg-Hamborn, a partir de 1935 de nou a Duisburg)
4. Düsseldorf (des de 1872)
5. Elberfeld (des de 1861 fins a 1929, després districte de Barmen-Elberfeld, que al 1930 passà a anomenar-se Wuppertal)
6. Essen (des de 1873)
7. Gladbach-Rheydt (des de 1929 fins a 1933, després separació entre München-Gladbach i Rheydt)
8. Hamborn (des de 1911 fins a 1929, després anomenat Duisburg-Hamborn, actualment districte de Duisburg)
9. Krefeld (entre 1929 i 1940 amb el nom de Krefeld-Ürdingen)
10. Mülheim an der Ruhr (des de 1904)
11. Mönchengladbach (des de 1888 fins a 1929, després districte de Gladbach-Rheydt, A partir de 1933 un altre cop München-Gladbach, sense Rheydt, actualment Mönchengladbach)
12. Neuß (des de 1913)
13. Oberhausen (des de 1901)
14. Remscheid (des de 1888)
15. Rheydt (des de 1929 fins a 1933, després districte de Gladbach-Rheydt)
16. Solingen (des de 1896)
17. Sterkrade (des de 1917 fins a 1929, després integració a Oberhausen)
18. Viersen (des de 1929)
19. Wuppertal (des de 1930)

- Districtes rurals (Landkreise)

1. Districte de Dinslaken (des de 1909)
2. Districte de Duisburg (fins al 1874, actualment la major part a la ciutat de Duisburg)
3. Districte de Düsseldorf (fins al 1929, després va passar al Districte de Düsseldorf-Mettmann)
4. Districte de Düsseldorf-Mettmann (des de 1929)
5. Districte d'Elberfeld
6. Districte d'Essen (fins al 1929, actualment la major part a la ciutat d'Essen)
7. Districte de Geldern
8. Districte de Gladbach (fins al 1929, actualment la major part a la ciutat de Mönchengladbach)
9. Districte de Grevenbroich (fins al 1929, després va passar al Districte de Grevenbroich-Neuß)
10. Districte de Grevenbroich-Neuß (des de 1929)
11. Districte de Kempen (fins al 1929, després va passar al Districte de Kempen-Krefeld)
12. Districte de Kempen-Krefeld (des de 1929)
13. Districte de Clèveris
14. Districte de Krefeld (fins al 1929, després va passar al Districte de Kempen-Krefeld)
15. Districte de Lennep (fins al 1929, després va passar al Districte de Solingen-Lennep)
16. Districte de Mettmann (fins al 1929, després va passar al Districte de Düsseldorf-Mettmann)
17. Districte de Moers
18. Districte de Mülheim an der Ruhr (de 1874 a 1910)
19. Districte de Neuß (fins al 1929, després va passar al Districte de Grevenbroich-Neuß)
20. Districte de Rees
21. Districte de Rhein-Wupper (des de 1931)
22. Districte de Ruhrort (de 1887 a 1909)
23. Districte de Solingen (fins al 1929, després va passar al Districte de Solingen-Lennep)
24. Districte de Solingen-Lennep (des de 1929. El 1931 va canviar el nom a Districte de Rhein-Wupper)

Regierungsbezirk Koblenz
- Districtes urbans (Stadtkreise)

1. Coblença

- Districtes rurals (Landkreise)

1. Districte d'Adenau (fins al 1932, després dividit entre els districtes d'Ahrweiler i Mayen)
2. Districte d'Ahrweiler
3. Districte d'Altenkirchen
4. Districte de Birkenfeld (des de 1937)
5. Districte de Braunfels (fins al 1822)
6. Districte de Cochem
7. Districte de Koblenz
8. Districte de Kreuznach
9. Districte de Linz (fins al 1822)
10. Districte de Mayen
11. Districte de Meisenheim (fins al 1932, després al Districte de Kreuznach)
12. Districte de Neuwied
13. Districte de Sankt Goar
14. Districte de Simmern
15. Districte de Wetzlar (fins al 1932, exclavament)
16. Districte de Zell (Mosel)

Regierungsbezirk Köln
- Districtes urbans (Stadtkreise)

1. Bonn (des de 1887)
2. Colònia
3. Mülheim am Rhein (de 1901 a 1914, després districte de Colònia)

- Districtes rurals (Landkreise)

1. Districte de Bergheim
2. Districte de Bonn
3. Districte d'Euskirchen
4. Districte de Colònia
5. Districte de Mülheim am Rhein (fins al 1932, després al Districte de Rhein-Berg)
6. Districte d'Oberbergischer
7. Districte de Rheinbach (fins al 1932, després al Districte d'Euskirchen)
8. Districte de Rhein-Berg
9. Siegkreis
10. Districte de Waldbröl (fins al 1932, després al Districte d'Oberbergischer)
11. Districte de Wipperfürth (fins al 1932, després al Districte de Rhein-Berg)

Regierungsbezirk Trier
- Districtes urbans (Stadtkreise)

1. Saarbrücken (de 1909 a 1920, després al territori del Sarre)
2. Trèveris

- Districtes rurals (Landkreise)

1. Districte de Bernkastel
2. Districte de Bitburg
3. Districte de Daun (A partir del 2006 reanomenat Districte de Vulkaneifel)
4. Districte de Merzig (de 1920 a 1946)
5. Districte de Merzig-Wadern (fins al 1920, després la part de Merzig va al territori del Sarre i Wadern es queda a Prússia. A partir del 1946 les dues parts s'uneixen de nou)
6. Districte d'Ottweiler (fins al 1920, després al territori del Sarre)
7. Districte de Prüm
8. Districte de Saarbrücken (fins al 1920, després al territori del Sarre)
9. Districte de Saarburg
10. Districte de Saarlouis (fins al 1920, després al territori del Sarre)
11. Districte de St. Wendel (fins al 30 de setembre de 1920, després en part al territori del Sarre i al Districte de St.Wendel-Baumholder)
12. Districte de St. Wendel-Baumholder (del 1920 al 1937, després al districte de Birkenfeld)
13. Districte de Trèveris
14. Districte de Wittlich